# Iwanowice (gmina)
Iwanowice est une gmina rurale du powiat de Cracovie, Petite-Pologne, dans le sud de la Pologne. Son siège est le village d'Iwanowice, qui se situe environ 19 km au nord de la capitale régionale Cracovie.
La gmina couvre une superficie de 70,62 km2 pour une population de 8 292 habitants.

## Géographie
La gmina inclut les villages de Biskupice, Celiny, Damice, Domiarki, Grzegorzowice Małe, Grzegorzowice Wielkie, Iwanowice, Iwanowice Dworskie, Krasieniec Zakupny, Lesieniec, Maszków, Narama, Poskwitów, Poskwitów Stary, Przestańsko, Sieciechowice, Stary Krasieniec, Sułkowice, Widoma, Władysław, Zagaje, Zalesie et Żerkowice.
La gmina borde les gminy de Gołcza, Kocmyrzów-Luborzyca, Michałowice, Skała, Słomniki et Zielonki.